# Dragoman
Dragoman (in bulgaro Драгоман?) è un comune bulgaro situato nella Regione di Sofia di 22 420 abitanti (dati 2009). La sede comunale è nella località omonima.

## Località
Il comune è formato dall'insieme delle seguenti località:
- Dragoman (sede comunale)
- Berende
- Berende izvor
- Vasilovci
- Višan
- Vladislavci
- Gaber
- Golemo Malovo
- Gorno selo
- Grălska padina
- Dolna Nevlja
- Dolno Novo selo
- Dragoil
- Dreatin
- Kalotina
- Kambelevci
- Kruša
- Letnica
- Lipinci
- Malo Malovo
- Načevo
- Nedelište
- Nesla
- Novo Bărdo
- Prekrăste
- Rajanovci
- Taban
- Cacarovci
- Crăklevci
- Čekanec
- Čepărlinci
- Čorul
- Čukovezer
- Jalbotina